# Alfonso Durán Loverdos
Alfonso Durán Loverdos   (Barcelona, 2 d'abril de 1952) és un ex-pilot de motociclisme català que destacà en competicions estatals durant la dècada de 1970. El 1976 guanyà la primera edició de la Copa OSSA i arran d'això, OSSA el contractà per a participar en el Campionat d'Espanya de la temporada següent, 1977. No hi va tenir gaire èxit a causa de la moto, poc adient per als desfasats circuits estatals d'aleshores, però, malgrat tot, aquell any guanyà la Copa Yankee.
És fill de l'empresari José María Duran Balet, el fundador de l'empresa fabricant de motos i motocarros Huracan Motors.